# Kamov Ka-27
El Kamov Ka-27 (en ruso: Ка-27, designación OTAN: Helix-A) es un helicóptero militar desarrollado por la compañía rusa Kamov para la Armada Soviética y actualmente en servicio en la Armada Rusa, en Ucrania y Vietnam. También ha sido exportado bajo la denominación Ka-28 a países como China, India y Yugoslavia (ahora en servicio con Serbia). Sus variantes incluyen el helicóptero de asalto Ka-29 (Helix-B) y la versión para uso civil Ka-32 (Helix-C). A partir del Ka-29 ha sido desarrollado el helicóptero de alerta aérea temprana Ka-31.

## Diseño y desarrollo

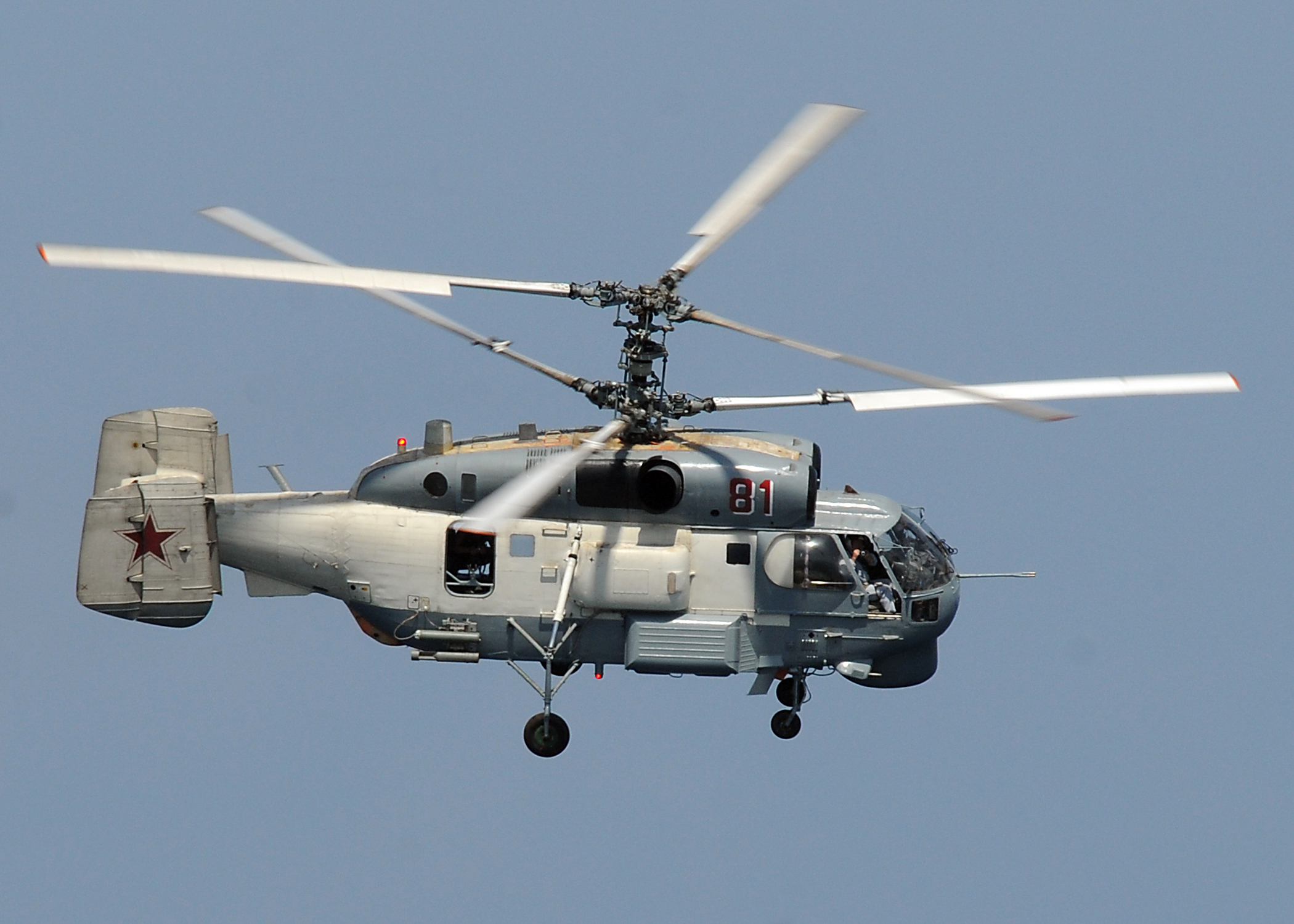
Ka-27 del destructor ruso Almirante Vinogradov (DDG 572).

El helicóptero fue desarrollado para transporte y guerra antisubmarina. El trabajo de diseño comenzó en 1970 y el primer vuelo en diciembre de 1973. 
Se pretendía que reemplazara al Kamov Ka-25 y su apariencia es similar a su predecesor debido al requisito de utilizar el mismo hangar. Al igual que otros helicópteros militares de Kamov cuenta con un rotor coaxial, evitando así la necesidad de un rotor de cola.
Los helicópteros Kamov son transportados en el portaaviones Ruso Almirante Kuznetsov y en algunos cruceros de guerra de Rusia, como en el Crucero nuclear Pedro el Grande , bajo un hangar cubierto en la popa.
Helicóptero de doble hélice de giro inverso, de diseño coaxial contra-rotatorio, montada una sobre otra (ver foto) y de doble turbina, instaladas sobre la cabina del piloto, el fuselaje delantero es parecido al del helicóptero francés Super Puma, con el piloto y copiloto sentados juntos, uno al lado del otro y las toberas de ingreso de aire a las turbinas gemelas, instaladas juntas sobre la cabina de mando y las toberas, de salida de aire para el empuje, instaladas una a cada lado del rotor sobre el fuselaje central. 
En la parte trasera de su fuselaje, tiene dos grandes aletas verticales de control de vuelo, que se conectan al fuselaje central del helicóptero con dos alerones horizontales, que sirven como la doble deriva (timón vertical de profundidad) de un avión caza, para ayudar a realizar un giro cerrado y controlar mejor el helicóptero, en el momento del aterrizaje sobre la cubierta de un barco.
No necesita de una hélice trasera, para controlar la rotación natural generada por el giro del motor, como la que tienen los helicópteros convencionales; tiene cuatro ruedas de aterrizaje para lograr una mayor estabilidad en la cubierta del portaaviones y sobre los hélipuertos donde aterriza.
Tiene un cabrestante de rescate externo, para evacuaciones médicas, de marineros de barcos en emergencia, submarinos, buques de guerra, transporte y un sistema, de elevación de camillas con heridos.
Algunas variantes tienen un radar en la parte delantera, bajo la cabina del piloto, para detectar barcos y aeronaves, puede comandar misiones de ataque naval, detectar los blancos enemigos, enviar la información a la escuadra naval o la base de comando en la costa, para lanzar misiles navales y tácticos; pueden extender una red de sonoboyas en el mar para detectar submarinos adversarios y lanzar torpedos.
Tiene un tren de aterrizaje de 4 ruedas, alto y reforzado, para operar con seguridad sobre la cubierta del portaaviones, en las difíciles condiciones climáticas del Mar del Norte; esta configuración especial y de diseño único de Kamov, permite transportar un radar, misiles y torpedos, bajo el fuselaje central del helicóptero; los tripulantes ingresan 
a la cabina con una escalera externa, colocada sobre la cubierta del portaaviones.
Las 2 ruedas delanteras son de libre rotación, y permiten al helicóptero girar sobre su propio eje después de aterrizar y maniobrarlo con facilidad, sobre la cubierta del portaaviones, las 2 ruedas traseras también pueden girar para maniobrarlo en el hangar bajo la cubierta y almacenarlo con precisión, uno junto al otro; durante el vuelo las 4 ruedas se retraen hacia arriba para aumentar su velocidad y maniobrabilidad.
Helicóptero pesado, puede transportar carga, 16 soldados y heridos; bajo el fuselaje central entre las 4 ruedas, en sus diferentes configuraciones: 1 torpedo; 2 misiles "aire-aire" de corto alcance y 2 misiles "Aire-superficie" navales antibuque.
En la configuración de guarda costas, alerta temprana y helicóptero de vigilancia, puede transportar 1 radar de barrido para detectar barcos a larga distancia, Boyas sonares (sonoboyas) que son lanzadas al mar para detectar submarinos, barcos, torpedos y las señales de otros sonares adversarios; 2 radares laterales montados sobre el fuselaje central, detrás de la cabina de mando del piloto, para detectar otras aeronaves y operar, como una aeronave guía de ataque tipo "Hawk-eye", detectar la posición del enemigo, informar su ubicación exacta, dirección, velocidad, tiempo de aproximación de las naves enemigas y ordenar el ataque, para que la escuadra naval pueda lanzar misiles y torpedos, desde barcos Cruceros, Fragatas, Submarinos, Bases costeras, camiones porta misiles del nuevo sistema de defensa  Almaz S-300, silos de lanzamiento de misiles, otros helicópteros Kamov, aviones bombarderos navales Su-34 y Tu-22M, aviones caza Su-33 y los nuevos Su-35 BM.    
La hélice tiene 3 aspas en cada rotor giratorio, un rotor gira hacia un lado y el otro rotor, montado en el eje principal en forma coaxial con otras 3 hélices sobre el primer rotor, gira hacia el otro lado, de diseño coaxial contra-rotatorio, permitiendo tener el impulso de una hélice combinada de 6 aspas, para mantenerse en el aire detenido por más tiempo, sin necesidad de un rotor de cola que controle el normal giro del motor.
Las 2 turbinas montadas sobre la cabina de mando, mueven cada rotor en forma independiente y pueden variar su potencia, para lograr que el helicóptero pueda girar sobre su propio eje; en caso de que una turbina falle, tiene un mecanismo especial de la transmisión del motor, que se acopla con el eje de la turbina que mantiene su potencia y permite, girar los 2 rotores al mismo tiempo durante algunos minutos para lograr aterrizar de forma controlada y segura.
Fueron vistos en las maniobras navales de Rusia y Venezuela, pintados de camuflaje color azul naval y blanco, en operaciones combinadas de rescate, transportando a marineros desde los barcos de la marina de Venezuela, a los barcos de la marina de Rusia.

## Futuro
La empresa constructora Kamov tiene un diseño desde hace muchos años, para la construcción de un nuevo helicóptero naval, más liviano y moderno, de peso no mayor a 10 toneladas, comparado con el anterior diseño de 12 toneladas, que terminó su producción en 1990 y continuará volando por algunos años más.
Tendrá el mismo diseño de doble rotor contra-rotatorio, pero con 4 aspas en cada hélice, construidas de materiales compuestos y de diseño aerodinámico, para disminuir la velocidad de las puntas de las aspas, que giran más rápido que el interior de las aspas.
El anuncio del plan de modernización de las Fuerzas Armadas Rusas, del presidente Dmitri Medvédev para los próximos 10 años, permitirá la construcción de este nuevo helicóptero naval, para embarcarlo en los nuevos portaaviones que Rusia construirá en los astilleros navales Severodvinsk.
Tendrá más velocidad, autonomía de vuelo y capacidad, para mantenerse en el aire por más tiempo, aviónica moderna, equipos de comunicación y navegación, y reemplazará al anterior modelo de Kamov Ka-27 naval, diseñado en los años 1970 y que ya cumplió su vida operativa y es de alto costo de mantenimiento.

## Variantes
Ka-27KPrototipo para guerra antisubmarina.
Ka-27PLHelicóptero para guerra antisubmarina.
Ka-27PS "Helix-D"Helicóptero para búsqueda y rescate.
Ka-27PVVersión armada del 27PS.
Ka-27MÚltima variante puesta en servicio en 2018. Se estima que la flota de helicópteros de la Armada Rusa quedó renovada en un 50% para esa fecha.
Ka-28Versión de exportación del Ka-27Pl.
Ka-29 "Helix-B"Helicóptero de transporte de asalto, con capacidad para dos pilotos y 16 soldados.
Ka-29RLDAlerta temprana, helicóptero de vigilancia; después redesignado Ka-31.
Ka-32 "Helix-C"Helicóptero polivalente para uso civil.

## Operadores
Argelia

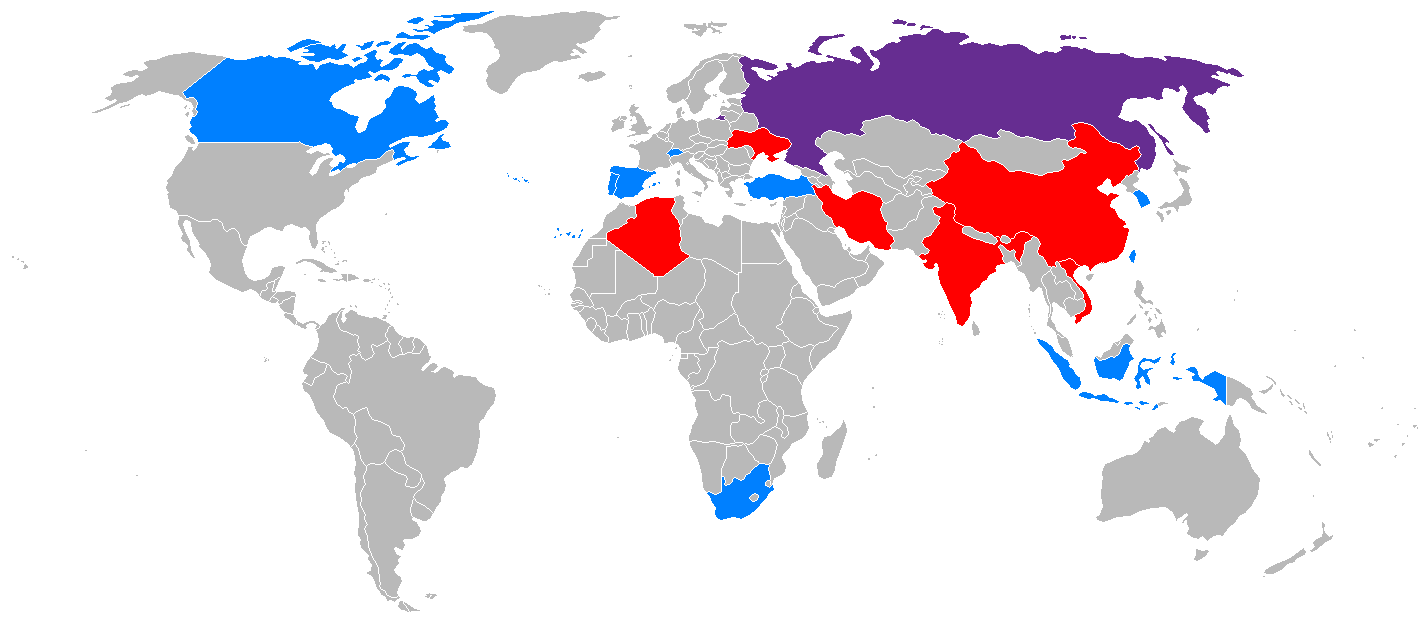
Países que usan el helicóptero militar Kamov Ka-27 / Ka-28..

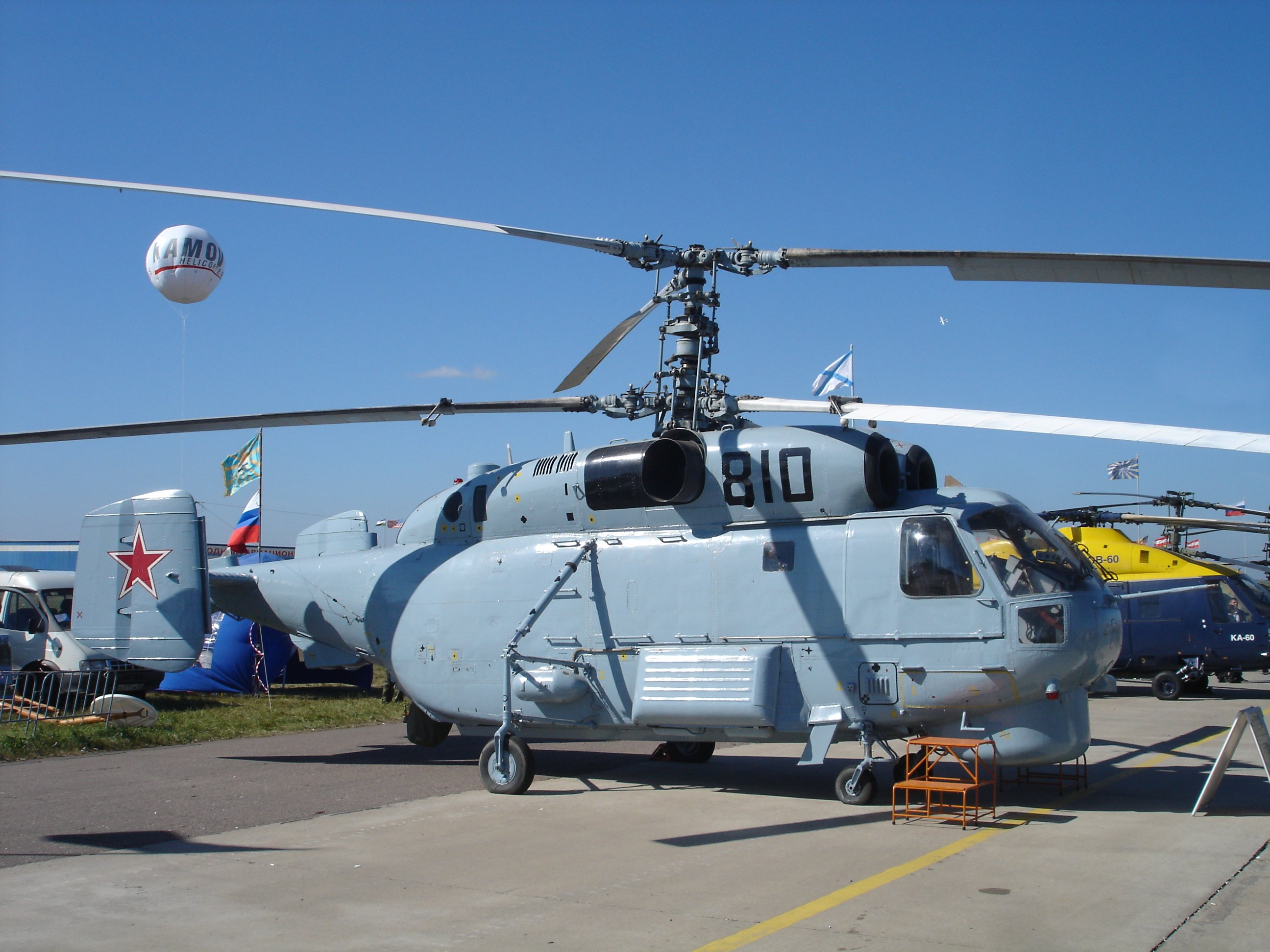
Un Ka-27 en la exhibición aérea MAKS de 2005.

- Fuerza Aérea Argelina opera 3 helicópteros Ka-32T.

 China
- Fuerza Aérea del Ejército Popular de Liberación

 India
- Armada India

 Rusia
- Aviación Naval Rusa

 Unión Soviética
- Aviación Naval Soviética

 Ucrania
- Aviación Naval Ucraniana

 Vietnam
- Fuerza Aérea Popular de Vietnam

 Serbia
- Fuerza Aérea Serbia

 Corea del Sur
- Fuerza Aérea de la República de Corea opera 7 Ka-32S desde junio de 2004.

## Especificaciones (Ka-27)

### Características generales
- Tripulación: 1-3, más 2-3 especialistas
- Longitud: 11,3 m (37,1 ft)
- Diámetro rotor principal: 15,8 m (51,8 ft)
- Altura: 5,5 m (18 ft)
- Peso vacío: 6500 kg (14 326 lb)
- Peso cargado: 11 000 kg (24 244 lb)
- Peso útil: 4000 kg (8816 lb)
- Peso máximo al despegue: 12 000 kg (26 448 lb)
- Planta motriz: 2× Turboeje Isotov.
  - Potencia: 1660 kW (2289 HP; 2257 CV) 2.225 HP cada uno.

### Rendimiento
- Velocidad máxima operativa (Vno): 270 km/h (168 MPH; 146 kt)
- Velocidad crucero (Vc): 205 km/h (127 MPH; 111 kt)
- Alcance: 980 km (529 nmi; 609 mi)
- Techo de vuelo: 5000 m (16 404 ft)

### Armamento
- Ametralladoras: 1× GShG-7,62 de cuatro cañones rotativos, en afuste móvil dirigida hacia adelante, con 1.800 proyectiles.

- Cañones: 1× 2A42 de 30 mm con 250 proyectiles
- Puntos de anclaje: 4 con una capacidad de 2.000 kg, para cargar una combinación de:  
  - Bombas: FAB-250
  - Misiles: , misiles 9K114 Shturm

Ka-27

  - Otros: ** Torpedos (AT-1M, VTT-1, UMGT-1 Orlan, APR-2 Yastreb).
  - 36 x sonoboyas RGB-NM y RGB-NM-1.

### Aviónica
- Radar
- Detector de anomalías magnéticas (MAD)
- Sonar de inmersión
- Sonoboyas

### Desarrollos relacionados
- Kamov Ka-25
- Kamov Ka-29
- Kamov Ka-31
- Kamov Ka-32

### Aeronaves similares
- SH-60 Seahawk